# Feeder
Feeder é uma banda de rock alternativo de Newport, sul de Gales, formada em 1992. A banda já passou por momentos difíceis, como a morte por suicídio do seu baterista em 2002, que foi "substituído" pelo antigo baterista dos Skunk Anansie, Mark Richardson.
São considerados banda de rock alternativo e indie rock. Suas influências são o Led Zeppelin, Beatles, U2 e Sex Pistols, entre outras. Tocaram no Super Bock Super Rock de Portugal, juntamente com o Coldplay. Já apareceram no Guiness Book, como uma das bandas que teve os seus singles e os seus álbuns mais tempo nas tabelas de vendas.

## História
A banda foi formada em 1994, embora uma encarnação anterior sob o nome de "Reel" foi formada em 1992 pelo vocalista e guitarrista Grant Nicholas, baterista Jon Lee e o baixista Simon Blight, três dos quatro membros do Raindancer, após a saída do outro membro da banda, o guitarrista John Canham. No entanto, Blight deixou o Reel no final de 1992, e a banda tocou com muitos baixistas de sessão antes de contratar Taka Hirose em 1994 e se restabeleceu como Feeder. No mesmo ano a banda assinou com The Echo Label.

## Integrantes

### Formação atual
- Grant Nicholas – vocal e guitarra
- Taka Hirose – baixo
- Karl Brazil – bateria
- Matheus Mantovani – Feeder pro

### Ex-membros
- Mark Richardson – bateria
- Jon Lee – bateria

## Discografia
Álbuns de estúdio
- 1997: Polythene
- 1999: Yesterday Went Too Soon
- 2001: Echo Park
- 2002: Comfort in Sound
- 2005: Pushing the Senses
- 2008: Silent Cry
- 2010: Renegades
- 2012: Generation Freakshow

EPs
- 1995: Two Colours EP
- 1996: Swim EP
- 2008: iTunes Live: London Festival '08 EP
- 2009: Seven Sleepers EP

Compilações
- 1998: Polythene: The Video Singles
- 2001: Swim
- 2004: Picture of Perfect Youth
- 2006: The Singles